# Avancarí
Avancarí o Avancari fue el nombre de un rey indígena de Costa Rica. El pueblo de Avancarí, de etnia chorotega, estuvo ubicado en el sitio del actual poblado de Abangaritos, en el cantón de Puntarenas, y sus dominios se extendían por el actual cantón de Abangares, cuyo nombre surge por extensión, dado que los españoles solían dar a los poblados amerindios los nombres de sus caudillos o reyes (caciques). Avancarí es la españolización de Mpankarí, verdadero nombre de este rey indígena, y cuyo significado tiene dos versiones: la primera que se deriva del nahuatl «apanatl», caña o estero y «cale», dueño de casa. Abangares es entonces una voz indígena que significa «dueños de casas que tienen esteros», esto por cuanto el territorio de Avancarí se encuentra irrigado por el río Abangares, y como cacique de la región se le atribuía la fuerza y poder del río. La segunda versión es que la palabra proviene del lenguaje tarasco «avandaro» que significa «en las nubes».
El pueblo de Avancarí fue visitado en 1522 por Gil González Dávila en la expedición en la que recorrió todo el litoral pacífico de Costa Rica desde punta Burica hasta el poblado de Avancarí. Tras la conquista de Costa Rica, se estableció una reducción indígena en Avancarí, la cual subsistió hasta su desaparición en 1620.